# Gianni Dova
Gianni Dova (Roma, 8 gennaio 1925 – Pisa, 14 ottobre 1991) è stato un pittore italiano.

## Biografia
Nasce a Roma 8 gennaio 1925 da Edmondo Dova, romano di adozione, ma di origine piemontese e da Maria Rauchensteiner originaria di Monaco di Baviera. 
A 16 anni si trasferì a Milano con la famiglia e qui dal 1942 frequentò il Liceo Artistico di Brera con l'intenzione di passare poi alla Facoltà di Architettura del Politecnico.
Ma la guerra modificò i suoi progetti, conobbe e frequentò gli artisti che si riunivano nei caffè letterari e che avevano tra gli altri come punto di riferimento il giornale edito da Ernesto Treccani, Corrente. Tra questi Renato Guttuso, Emilio Vedova, Renato Birolli, Ennio Morlotti, Bruno Cassinari, Giuseppe Migneco e insieme a loro riconobbe l'importanza dell'opera di Pablo Picasso: Guernica come simbolo della lotta degli artisti contro la barbarie.
Nel 1945 si sposò con Maria Grazia della Valle.
Nel 1946 aderì al manifesto del Realismo Oltre Guernica.
Nel 1947 espose alla Galleria del Cavallino a Venezia ed alla Galleria del Naviglio a Milano.
Sempre nel 1947 aderì al Movimento Spazialista con Lucio Fontana, Roberto Crippa, Giorgio Kaisserlian, Beniamino Joppolo, Milena Milani, Antonio Tullier, Sergio Dangelo, Carlo Cardazzo, Cesare Peverelli, Gian Carozzi.
Dova fu tra i protagonisti di questo movimento cresciuto intorno alla Galleria del Naviglio di Carlo Cardazzo e ne firmò diversi manifesti tra cui: 
- il quarto (Manifesto dell'Arte Spaziale), Milano 26 novembre del 1951;
- il quinto (Lo Spazialismo e l'arte Italiana del secolo XX);
- il sesto: (Manifesto del Movimento Spaziale per la Televisione), Milano 1952.

Aderì in seguito, al movimento della pittura nucleare con Enrico Baj e Sergio Dangelo.
Il nipote, nato nel 1953 dalla sorella Marinella Dova, Pietro Spica, è anch'egli pittore.
Nel 1963 una sua opera viene esposta alla mostra Contemporary Italian Paintings, allestita in alcune città australiane. Nel 1963-64 espone alla mostra Peintures italiennes d'aujourd'hui, organizzata in medio oriente e in nordafrica.
Le sue prime opere si avvicinano al surrealismo; l'artista vi integra delle reminiscenze di Max Ernst.
Muore a Marina di Pisa il 14 ottobre del 1991.

## Mostre principali
- Nel 1962 partecipa alla selezione del premio Guggenheim a New York
- Nel 1962 espone con una sala alla Biennale di Venezia
- Nel 1966 espone con una sala personale alla Biennale di Venezia
- Nel 1971 una grande retrospettiva a Colonia
- Nel 1972 presenta una grande mostra personale a Palazzo Reale di Milano.
- Nel 1972 Mostra personale presso il Museo Gallierà, Parigi
- Nel 1974 Mostra personale presso la Galerie Reichenbach, Parigi
- Nel 1978 Mostra personale presso il Palais des Beaux-Arts, Bruxelles
- Nel 1979 Mostra personale presso il Louisiana Museum of Modern Art, Danimarca

Il dieci luglio del 1964, Gianni Dova si recò nel borgo affrescato di Arcumeggia, Casalzuigno (Va) dove affrescò un'opera di notevoli dimensioni (m 2,00 x 2,00) dal titolo "Corrida".
L'affresco è tuttora visibile in Piazza Minoia. Nel 2014 l'opera è stata sottoposta a restauro conservativo, su mandato degli Enti istituzionali preposti alla salvaguardia della "Galleria all'aperto dell'affresco di Arcumeggia."

## Opere nei musei
- Casa Boschi di Stefano di Milano
- Casa museo Remo Brindisi di Comacchio con le opere: Linea sinuosa (1947), Vaso (1953), Il rabdomante (1959), Piatto con pesce,Composizione satratta (1970), Figure stilizzate (1977), piatto circolare (1982), e Figura Femminile.
- Galleria d'Arte Moderna Aroldo Bonzagni di Cento
- Galleria Civica d'Arte Moderna di Copparo con l'opera: Testa (1965).
- Galleria nazionale d'arte moderna e contemporanea di Roma
- MAGI '900 - Museo delle eccellenze artistiche e storiche di Pieve di Cento: Composizione nucleare (1954)
- MAGA museo d'arte moderna e contemporanea di Gallarate con l'opera: Cascata nello stagno.
- MAMbo - Museo d'Arte Moderna di Bologna
- MAON - Museo D'arte dell'Otto e Novecento di Rende
- Museo d'arte di Avellino con l'opera: Uccello di Bretagna (1990).
- MIM-Museum in Motion di San Pietro in Cerro con l'opera: Pesce.
- Museo Civico di Foggia con l'opera: Uccello di bretagna.
- Museo del Novecento di Milano con l'opera: Bocca (1954).
- Pinacoteca Leonida ed Albertina Repaci di Palmi con l'opera: Arciere
- Museo Cantonale d'Arte, di Lugano con l'opera: Senza Titolo, 1941.[3]

## Opere rappresentative - una selezione
- Opere dal 1946 al 1951 Natura morta, 1947, olio su tela, 50x55 cm https://giannidova.it/opere-pittoriche-dal-1946-al-1951/
- Opere dal 1952 al 1956 Anabasis 2, 1954, olio e smalti emulsionati su tela, 100x80 cm https://giannidova.it/opere-pittoriche-dal-1952-al-1956/
- Opere dal 1957 al 1962 Composizione n. 2, 1960, olio su tela, 80x70 cm https://giannidova.it/opere-pittoriche-dal-1957-al-1962/
- Opere dal 1963 al 1968 Donna uccello, 1965, olio su tela, 90x80 cm https://giannidova.it/opere-pittoriche-dal-1963-al-1968/
- Opere dal 1969 al 1979 Riflessi nella sera, 1970-1971, tempera e china su carta intelata, 75x100 cm https://giannidova.it/opere-pittoriche-dal-1969-al-1979/
- Opere dal 1980 al 1991 Senza titolo, 1983-1984, olio su tela, 100x80 cm https://giannidova.it/opere-pittoriche-dal-1980-al-1991/